# Хайри, Абдерразак
Абдерразак Хайри (араб. عبد الرزاق خيري‎ род. 20 ноября 1962, Рабат) — марокканский футболист и футбольный тренер, играл на позиции полузащитника. Участник чемпионата мира 1986 года.

## Биография

### Игровая карьера
Большую часть футбольной карьеры Хайри играл за ФАР, в составе которого выиграл 3 чемпионских титула и 3 Кубка Марокко. Затем он играл в Омане за «Аль-Сувэйк» и вернулся в Марокко, где закончил футбольную карьеру.
В составе сборной Марокко принимал участие на чемпионате мира 1986 года, где сыграл во всех матчах группового этапа и в 1/4 финальном матче со сборной ФРГ (0:1). В матче группового этапа со сборной Португалии Хайри оформил дубль (2 гола за матч) — Марокко выиграло со счётом 3:1. Помимо этого, Хайри был участником Кубка африканских наций 1986 года и Кубка африканских наций 1988 года, на которых Марокко дважды занимало 4-е место. За сборную Марокко сыграл 31 матч и забил 6 голов.

### Тренерская карьера
Работал главным тренером ряда марокканских клубов, среди которых были ФАР, ФЮС, «Кенитра» и «Иттихад».

## Достижения
ФАР
- Чемпион Марокко (3) : 1983/84, 1986/87, 1988/89
- Обладатель Кубка Марокко (3) : 1983/84, 1984/85, 1985/86